# Sello de Samoa Americana

Sello de Samoa Estadounidense.

El Sello de Samoa Americana se basa en el diseño tradicional local.
En este sello de Samoa Americana aparecen representados en su parte central un fue (un matamoscas) y un To'oto'o (un bastón ceremonial). Estos elementos son dos símbolos tradicionales: el matamoscas representa la sabiduría y el bastón la autoridad. Bajo el matamoscas y el bastón figura el Tanoa, que es un cuenco usado en las ceremonias tradicionales de estas islas que simboliza el servicio al jefe. El fondo del sello reproduce una tela tradicional conocida como siapo (o ‘tela tapa’) representa el arte del pueblo samoano. En la parte superior del sello de Samoa Americana aparecen la denominación, en inglés, de este sello (“Seal of American Samoa”) y la fecha de la Cesión de Tutuila a los Estados Unidos: (“17 April 1900”: 17 de abril de 1900). En la parte inferior del sello puede leerse el lema: «Samoa ia muamua le atua» (‘Samoa, Dios es lo primero’).
El sello fue presentado a la Cámara de Representantes de EE.UU. el 2 de marzo de 1985, por el Delegado Fofó Iosefa Fiti Sunia. Fofó hizo la solicitud en noviembre de 1981. El trabajo artístico fue realizado por el personal del arquitecto del capitolio.